# Куприянов, Семён Семёнович
Семён Семёнович Куприянов (1924—1943) — Гвардии красноармеец Рабоче-крестьянской Красной армии, участник Великой Отечественной войны, Герой Советского Союза (1943).

## Биография
Семён Куприянов родился в 1924 году в деревне Лукино (ныне — Щёкинский район Тульской области). Окончил семь классов школы. В 1942 году Куприянов был призван на службу в Рабоче-крестьянскую Красную Армию. С 1943 года — на фронтах Великой Отечественной войны, был автоматчиком мотострелкового батальона 54-й гвардейской танковой бригады 7-го гвардейского танкового корпуса 3-й гвардейской танковой армии Воронежского фронта. Отличился во время битвы за Днепр.
В ночь с 23 на 24 сентября 1943 года Куприянов вместе с группой пехотинцев переправился через Днепр к югу от Переяслава-Хмельницкого и принял активное участие в боях за захват и удержание плацдарма на его западном берегу. Куприянов одним из первых ворвался в село Трахтемиров Каневского района Черкасской области Украинской ССР и принял активное участие в его освобождении. 1 октября 1943 года Куприянов погиб в бою. Похоронен в селе Великий Букрин Мироновского района Киевской области Украины.
Указом Президиума Верховного Совета СССР от 17 ноября 1943 года за «образцовое выполнение боевых заданий командования на фронте борьбы с немецкими захватчиками и проявленные при этом мужество и героизм» гвардии красноармеец Семён Куприянов посмертно был удостоен высокого звания Героя Советского Союза. Также посмертно награждён орденом Ленина.
В честь Куприянова названа улица в Щёкино.